# Признак Дини
Признак Ди́ни — признак поточечной сходимости ряда Фурье. Несмотря на то, что ряд Фурье функции из {\displaystyle L_{2}([-\pi ,\pi ])} сходится к ней в смысле {\displaystyle L_{2}}-нормы, он вовсе не обязан сходиться к ней поточечно (даже в случае непрерывной функции). Тем не менее при некоторых дополнительных условиях (например, в случае, когда функция гладкая или хотя бы удовлетворяет условию Гёльдера или Липшица с каким-нибудь положительным показателем) поточечная сходимость всё же имеет место.
Сходимость ряда Фурье в конкретной точке является локальным свойством функции: если две функции совпадают в некоторой окрестности точки {\displaystyle t}, то их ряды Фурье в этой точке сходятся или расходятся одновременно.
Признак Дини устанавливает весьма общее условие такой сходимости. Назван в честь итальянского математика Улисса Ди́ни.

## Признак Дини
Положим для {\displaystyle \delta >0}
{\displaystyle \omega _{f}(t,\delta )=\sup \limits _{s:|s-t|\leqslant \delta }|f(t)-f(s)|}.
(модуль непрерывности функции {\displaystyle f} в точке {\displaystyle t}).
Если функция {\displaystyle f} удовлетворяет условию
{\displaystyle \int \limits _{0+}\limits {\frac {\omega _{f}(t,\delta )\,d\delta }{\delta }}<+\infty },
то её ряд Фурье в точке {\displaystyle t} сходится к {\displaystyle f(t)} .
Замечание. Условия признака Дини выполняются, в частности, при
{\displaystyle \omega _{f}(t,\delta )\leqslant C\left({\frac {1}{\mathop {\mathrm {ln} } {\frac {1}{\delta }}}}\right)^{\gamma },}
где {\displaystyle \gamma >1} (Это гораздо более слабое условие, чем любое условие Гёльдера). Взять {\displaystyle \gamma =1} нельзя.

## Модифицированный признак Дини
Справедлива также модификация признака Дини для случая, когда функция {\displaystyle f} имеет разрыв в точке {\displaystyle t}, но тем не менее её сужения на промежутки {\displaystyle (t-\varepsilon ,t)} и {\displaystyle (t,t+\varepsilon )} могут быть продолжены до функций, удовлетворяющих признаку Дини.
Пусть {\displaystyle f_{+},f_{-}} — некоторые числа. Положим для {\displaystyle \delta >0}
{\displaystyle \omega _{f,f_{+}}^{+}(t,\delta ):=\sup \limits _{s\in (t,t+\delta )}|f(s)-f_{+}|},
{\displaystyle \omega _{f,f_{-}}^{-}(t,\delta ):=\sup \limits _{s\in (t-\delta ,t)}|f(s)-f_{-}|}.
Если числа {\displaystyle f_{+}}, {\displaystyle f_{-}} и функция {\displaystyle f} таковы, что
{\displaystyle \int \limits _{0+}\limits {\frac {\omega _{f,f_{+}}^{+}(t,\delta )\,d\delta }{\delta }}<+\infty },
{\displaystyle \int \limits _{0+}\limits {\frac {\omega _{f,f_{-}}^{-}(t,\delta )\,d\delta }{\delta }}<+\infty },
то ряд Фурье функции {\displaystyle f} в точке {\displaystyle t} сходится к {\displaystyle {\frac {f_{+}+f_{-}}{2}}}.

## Признак Дини — Липшица
Если модуль непрерывности функции {\displaystyle f} в точке {\displaystyle t} удовлетворяет условию
{\displaystyle \omega _{f}(t,\delta )=o\left({\frac {1}{\mathop {\mathrm {ln} } {\frac {1}{\delta }}}}\right)},
то ряд Фурье функции {\displaystyle f} в точке {\displaystyle t} сходится к {\displaystyle f(t)}

## Точность признаков Дини и Дини — Липшица
Если возрастающая неотрицательная функция {\displaystyle \Omega } такова, что
{\displaystyle \int \limits _{0+}\limits {\frac {\Omega (\delta )\,d\delta }{\delta }}=+\infty },
то существует функция {\displaystyle f}, такая, что
{\displaystyle \omega _{f}(t,\delta )\leqslant \Omega (\delta )}
при всех достаточно маленьких {\displaystyle \delta }, и ряд Фурье функции {\displaystyle f} расходится в точке {\displaystyle t}.
Существует функция {\displaystyle f} с расходящимся в нуле рядом Фурье, удовлетворяющая условию
{\displaystyle \omega _{f}(0,\delta )=O\left({\frac {1}{\mathop {\mathrm {ln} } {\frac {1}{\delta }}}}\right)},

## Пример применения признака Дини: сумма обратных квадратов
Рассмотрим периодическое продолжение функции {\displaystyle x^{2}} с промежутка {\displaystyle [-\pi ,\pi )}:
{\displaystyle f(x)=\left(\pi \left\{{\frac {x}{\pi }}\right\}\right)^{2},}
где фигурные скобки означают дробную часть числа. Несложно найти разложение этой функции в ряд Фурье:
{\displaystyle f(x)\sim {\frac {\pi ^{2}}{3}}+4\sum \limits _{n=1}^{\infty }{\frac {(-1)^{n}}{n^{2}}}\cos nx}
Подставляя {\displaystyle x=0} и {\displaystyle x=\pi }, и пользуясь для обоснования поточечной сходимости соответственно обычным и модифицированным признаком Дини, получаем равенства:
{\displaystyle \sum \limits _{n=1}^{\infty }{\frac {(-1)^{n-1}}{n^{2}}}={\frac {\pi ^{2}}{12}}}
и
{\displaystyle \sum \limits _{n=1}^{\infty }{\frac {1}{n^{2}}}={\frac {\pi ^{2}}{6}}}.